# Административное деление Сингапура
В административном отношении Сингапур разделён на пять округов (англ. district). Кроме того, широко используется не совпадающее с ним деление на пять регионов (англ. region), используемых в планировочных и статистических целях.

## Округа

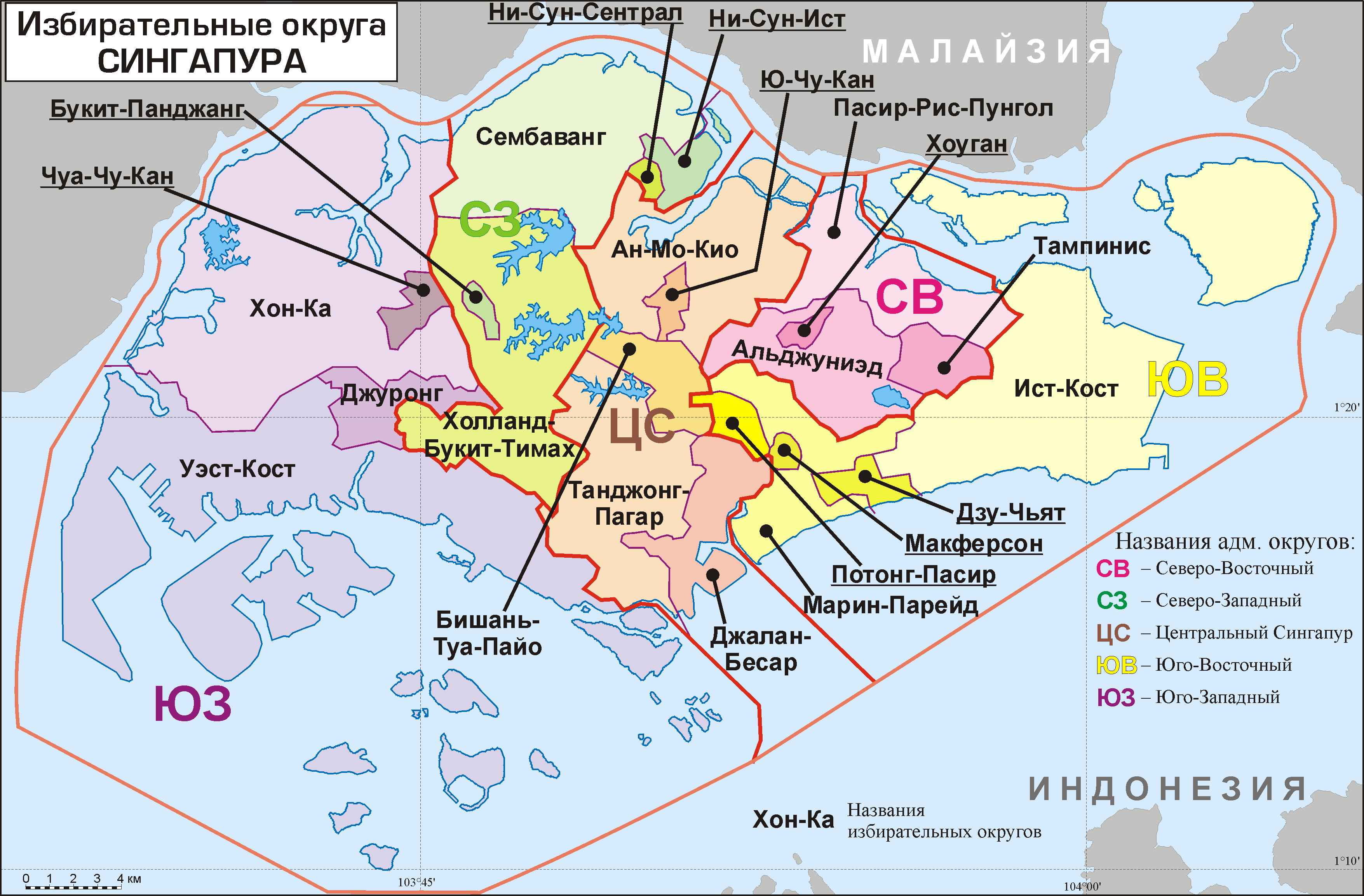
Избирательные округа Сингапура.

Округа в Сингапуре возглавляются мэрами и управляются Советами по общинному развитию (Community Development Council) и полностью называются «округа советов по общинному развитию» (Community Development Council District). Округа в свою очередь делятся на избирательные округа (constituencies, которые в основном соотносятся с местными городскими советами), а те на избирательные районы (electoral division/district).
| № | Советы                                             | Площадь, км² | Население, (2011) чел. | Плотность, чел/.км² |
| - | -------------------------------------------------- | ------------ | ---------------------- | ------------------- |
| 1 | Совет по общинному развитию Центрального Сингапура | 142,7        | 1 189 082              | 8332,74             |
| 2 | Северо-Восточный Совет по общинному развитию       | 151,1        | 1 007 216              | 6665,89             |
| 3 | Северо-Западный Совет по общинному развитию        | 107,3        | 764 920                | 7128,80             |
| 4 | Юго-Восточный Совет по общинному развитию          | 103,1        | 952 280                | 9236,47             |
| 5 | Юго-Западный Совет по общинному развитию           | 210,1        | 1 270 202              | 6045,70             |
|   | Всего                                              | 714,3        | 5 183 700              | 7257,03             |

Границы между округами и особенно их подразделениями время от времени меняются. Текущие границы действуют с 24 ноября 2001 года. Деление на избирательные районы даётся по последним всеобщим выборами 2006 года.
- Совет по общинному развитию Центрального Сингапура (англ. Central Singapore Community Development Council)
  - Анг-Мо-Кьё (англ. Ang Mo Kio Group Representative Constituency)
    - Чинг-Сань-Селетар (англ. Cheng San-Seletar Division)
    - Джалан-Каю (англ. Jalan Kayu Division)
    - Кебун-Бару (англ. Kebun Baru Division)
    - Ни-Сунь-Саут (англ. Nee Soon South Division)
    - Сингканг-Уэст (англ. Sengkang West Division)
    - Тик-Ги (англ. Teck Ghee Division)

  - Бишань-Туа-Пайо (англ. Bishan-(англ. Toa Payoh Group Representative Constituency)
    - Бишань-Ист (англ. Bishan East Division)
    - Бишань-Туа-Пайо-Норт (англ. Bishan-Toa Payoh North Division)
    - Томсон (англ. Thomson Division)
    - Туа-Пайо-Сентрал (англ. Toa Payoh Central Division)
    - Туа-Пайо-Ист (англ. Toa Payoh East Division)

  - Джалан-Бесар (англ. Jalan Besar Group Representative Constituency)
    - Джалан-Бесар (англ. Jalan Besar Division)
    - Кампонг-Глам (англ. Kampong Glam Division)
    - Колма-Аер (англ. Kolam Ayer Division)
    - Крета-Аер-Ким-Синг (англ. Kreta Ayer-Kim Seng Division)
    - Вампоа (англ. Whampoa Division)

  - Танджонг-Пагар (англ. Tanjong Pagar Group Representative Constituency)
    - Моулмейн (англ. Moulmein Division)
    - Куинстаун (англ. Queenstown Division)
    - Радин-Мас (англ. Radin Mas Division)
    - Танглинг-Кэрнхилл (англ. Tanglin-Cairnhill Division)
    - Танджонг-Пагар (англ. Tanjong Pagar Division)
    - Тьёнг-Бахру (англ. Tiong Bahru Division)

  - Юн-Цху-Канг (англ. Yio Chu Kang Single Member Constituency)
- Северо-Восточный Совет по общинному развитию (англ. North East Community Development Council)
  - Альджуниед (англ. Aljunied Group Representative Constituency)
    - Альджуниед-Хоуган (англ. Aljunied-Hougang Division)
    - Бедок-Резервуар-Пунгол (англ. Bedok Reservoir-Punggol Division)
    - Эунос (англ. Eunos Division)
    - Пая-Лебар (англ. Paya Lebar Division)
    - Серангун (англ. Serangoon Division)

  - Хоуган (англ. Hougang Single Member Constituency)
  - Пасир-Рис-Пунгол (англ. Pasir Ris-Punggol Group Representative Constituency)
    - Пасир-Рис-Ист (англ. Pasir Ris East Division)
    - Пасир-Рис-Уэст (англ. Pasir Ris West Division)
    - Пунгол-Сентрал (англ. Punggol Central Division)
    - Пунгол-Ист (англ. Punggol East Division)
    - Пунгол-Норт (англ. Punggol North Division)
    - Пунгол-Саут (англ. Punggol South Division)

  - Тампинис (англ. Tampines Group Representative Constituency)
    - Тампинис-Сентрал (англ. Tampines Central Division)
    - Тампинис-Чангкат (англ. Tampines Changkat Division)
    - Тампинис-Ист (англ. Tampines East Division)
    - Тампинис-Норт (англ. Tampines North Division)
    - Тампинис-Уэст (англ. Tampines West Division)
- Северо-Западный Совет по общинному развитию (англ. North West Community Development Council)
  - Букит-Панджанг (англ. Bukit Panjang Single Member Constituency)
  - Холланд-Букит-Тимах (англ. Holland-Bukit Timah Group Representative Constituency)
    - Букит-Тимах (англ. Bukit Timah Division)
    - Буона-Виста (англ. Buona Vista Division)
    - Кешью (англ. Cashew Division)
    - Улу-Пандан (англ. Ulu Pandan Division)
    - Чжэнхуа (англ. Zhenghua Division)

  - Ни-Сун-Сентрал (англ. Nee Soon Central Single Member Constituency)
  - Ни-Сун-Ист (англ. Nee Soon East Single Member Constituency)
  - Сембаванг (англ. Sembawang Group Representative Constituency)
    - Адмиралти (англ. Admiralty Division)
    - Канберра (англ. Canberra Division)
    - Чжун-Бан / Тьёнг-Панг (англ. Chong Pang Division)
    - Марсилинг (англ. Marsiling Division)
    - Сембаванг (англ. Sembawang Division)
    - Вудлендс (англ. Woodlands Division)
- Юго-Восточный Совет по общинному развитию (англ. South East Community Development Council)
  - Ист-Кост (англ. East Coast Group Representative Constituency)
    - Бедок (англ. Bedok Division)
    - Чанги-Симей (англ. Changi-Simei Division)
    - Фыншань (англ. Fengshan Division)
    - Кампонг-Цхай-Чхи (англ. Kampong Chai Chee Division)
    - Сиглап (англ. Siglap Division)

  - Дзу-Чхьят (англ. Joo Chiat Single Member Constituency)
  - Макферсон (англ. MacPherson Single Member Constituency)
  - Марин-Парейд (англ. Marine Parade Group Representative Constituency)
    - Брадделл-Хайтс (англ. Braddell Heights Division)
    - Гейланг-Серай (англ. Geylang Serai Division)
    - Кампонг-Уби-Кембанган (англ. Kampong Ubi-Kembangan Division)
    - Марин-Парад (англ. Marine Parade Division)
    - Маунтбаттен (англ. Mountbatten Division)
    - Каки-Букит (англ. Kaki Bukit Division)

  - Потонг-Пасир (англ. Potong Pasir Single Member Constituency)
- Юго-Западный Совет по общинному развитию (англ. South West Community Development Council)
  - Цхуа-Цху-Канг (Цхуа-цху-кан) (англ. Choa Chu Kang Single Member Constituency)
  - Хонг-Ка (англ. Hong Kah Group Representative Constituency)
    - Букит-Гомбак (англ. Bukit Gombak Division)
    - Хонг-Ка-Норт (англ. Hong Kah North Division)
    - Кьят-Хонг (англ. Keat Hong Division)
    - Наньян (англ. Nanyang Division)
    - Ю-Ти (англ. Yew Tee Division)

  - Джуронг (англ. Jurong Group Representative Constituency)
    - Букит-Баток (англ. Bukit Batok Division)
    - Букит-Баток-Ист (англ. Bukit Batok East Division)
    - Джуронг-Сентрал (англ. Jurong Central Division)
    - Таман-Джуронг (англ. Taman Jurong Division)
    - Юхуа (англ. Yuhua Division)

  - Уэст-Кост (англ. West Coast Group Representative Constituency)
    - Аер-Раджах-Уэст-Кост (англ. Ayer Rajah-West Coast Division)
    - Бунь-Ле (англ. Boon Lay Division)
    - Клементи (англ. Clementi Division)
    - Пайонир (англ. Pioneer Division)
    - Телок-Блангах (англ. Telok Blangah Division)

## Регионы
Регионы Сингапура (англ. region) — условное деление территории Сингапура, используемое в планировочных и статистических целях. Для облегчения экономического планирования территория разделена на пять регионов: Центральный, Восточный, Северный, Северо-Восточный и Западный. Регионы в свою очередь делятся на 55 планировочных районов, включая два водосборных района. Среди прочего, деление на регионы и планировочные районы используется с 2000 года Управлением статистики при проведении переписи.
|                  |        |                                  |              |                        |
| Регион           | Районы | Крупнейший район                 | Площадь, км² | Население, чел. (2010) |
| Центральный      | 11+11  | Букит-Мерах (англ. Bukit Merah)  | 131,5        | 929 082                |
| Западный         | 12     | Джуронг-Уэст (англ. Jurong West) | 255          | 893 739                |
| Северо-Восточный | 7      | Хоуган (англ. Hougang)           | 138,1        | 747 216                |
| Восточный        | 6      | Бедок (англ. Bedok)              | 110          | 692 280                |
| Северный         | 8      | Вудлендс (англ. Woodlands)       | 135          | 504 920                |